# Hedylidae
Hedylidae, hay "Bướm châu Mỹ" là một họ côn trùng trong bộ Cánh vẩy, là họ duy nhất trong liên họ Hedyloidea. Chúng là một nhóm chị em mở rộng của liên họ Bướm phượng (Papilionoidea) và Hesperioidea. Năm 1986, Scoble gộp tất cả các loài vào một chi duy nhất mang tên Macrosoma, bao gồm 35 loài đã được miêu tả phân bố ở vùng Neotropical.

## Danh sách các loài
Danh sách này liệt kê các loài dựa trên phân tích phân tử.
| - Macrosoma albida - Macrosoma albifascia - Macrosoma albimacula - Macrosoma albipannosa - Macrosoma albistria - Macrosoma amaculata - Macrosoma bahiata - Macrosoma cascaria - Macrosoma conifera - Macrosoma coscoja - Macrosoma costilunata - Macrosoma hedylaria - Macrosoma heliconiaria - Macrosoma hyacinthina - Macrosoma intermedia - Macrosoma klagesi - Macrosoma lamellifera - Macrosoma leptosiata | - Macrosoma leucophasiata - Macrosoma leucoplethes - Macrosoma lucivittata - Macrosoma minutipuncta - Macrosoma muscerdata - Macrosoma napiaria - Macrosoma nigrimacula - Macrosoma paularia - Macrosoma pectinogyna - Macrosoma rubedinaria - Macrosoma satellitiata - Macrosoma semiermis - Macrosoma stabilinota - Macrosoma subornata - Macrosoma tipulata - Macrosoma uniformis - Macrosoma ustrinaria |